# Playlist: The Very Best of Daryl Hall & John Oates
Playlist: The Very Best of Daryl Hall & John Oates es un recopilatorio del duo norteamericano Hall & Oates. Fue lanzado en 2008 en CD y descarga digital como parte de la serie "Playlist" de Legacy. El recopilatorio cuenta con 14 canciones remasterizadas, en su mayoría las canciones son versiones de sencillo. Como en otros álbumes de la serie Playlist de Legacy en el álbum se incluyen versiones que nunca se habían lanzado en CD, entre estas se incluye el "video mix" de Out Of Touch y la versión norteamericana de 7 pulgadas de "I Can't Go For that (No Can Do)", que es una edición de la versión extendida. El CD incluye un archivo en PDF con las notas y fotos nunca antes lanzadas del dúo. James Christopher Monger, del sitio Allmusic, le dio tres estrellas y media y criticó al álbum por no tener los éxitos Maneater y Say It Isn't So. El álbum no tuvo repercusión en las listas.

## Listado de canciones
1. "Sara Smile" – 3:07
2. "Rich Girl" – 2:24
3. "Back Together Again" – 3:25
4. "Don't Change" – 3:31 *
5. "I Don't Wanna Lose You" – 3:38 *
6. "Kiss On My List" – 3:48 *
7. "Private Eyes"  – 3:36
8. "I Can't Go For That (No Can Do) – 3:56 *
9. "Your Imagination" – 3:32 *
10. "One On One" – 3:55 *
11. "Family Man" – 3:26
12. "Adult Education" – 3:58 *
13. "Out Of Touch" - 4:29 **
14. "Everything Your Heart Desires" - 4:21 *

*45 version     **Video Mix